# Coelioxys serricaudata
Coelioxys serricaudata är en biart som beskrevs av Baker 1975. Coelioxys serricaudata ingår i släktet kägelbin, och familjen buksamlarbin. Inga underarter finns listade i Catalogue of Life.